# Лошица (река)
Лоши́ца (бел. Лошы́ца) — река в Минске, правый приток Свислочи.

## Описание
Современный исток находится в микрорайоне Малиновка, у деревни Дворище (между улицами Космонавтов и Белецкого), устье — в Лошицком парке. Первоначально река начиналась у д. Богатырево (в районе авторынка «Малиновка») и длина реки достигала 13,5 км. Современная длина только 9,2 км.
В районе микрорайона Брилевичи сливается со своим левым притоком Мышкой. В микрорайоне Курасовщина образует водохранилище Лошица, на берегу которого расположен парк Курасовщина. В среднем течении реки в границах Минска создано два пруда.

## История
Берега Лошицы были заселены в X—XI века. Об этом свидетельствую остатки селища с курганами (у кладбища на ул. Белецкого) и неисследованное городище в районе больницы скорой помощи (рядом с ним ранее находились три группы курганов X—XI веков). Все группы курганов срыты, остались только следы селища.
В описях границ земель, принадлежавших городу Менску в 1557 году, на берегу реки упоминаются деревни Лошица Одинцовская (Сухая Лошица, Великая Лошица) и Лошица Скиндоровская (Лошица Малая, у Койдановского тракта). Ещё одна Лошица Толочинского (позднее Прушинского) располагалась у Игуменского тракта (сегодня это территория Лошицкого парка). Так что небольшая река дала название трём деревням — каждой у своего тракта. Позднее появились деревни Дворище, Дворицкая Слобода, Богатырево, Брилевичи, Рыловщина, дачный посёлок «Застенок Ададурова», Колония.
Разработан план реконструкции Лошицкой водной системы, предусматривающий создание водно-парковой системы, которая станет зоной отдыха минчан.